# Boxe nos Jogos Pan-Americanos de 1951 - Peso mosca
A categoria mosca do boxe nos Jogos Pan-Americanos de 1951 foi disputada entre 28 de fevereiro e 7 de março, no ginásio Luna Park, em Buenos Aires.

## Calendário
| Data            | Fase             |
| --------------- | ---------------- |
| 28 de fevereiro | Preliminares     |
| 1 e 3 de março  | Quartas-de-final |
| 5 de março      | Semifinal        |
| 7 de março      | Final            |

## Medalhistas
| Ouro   | ARG Alberto Barenghi |
| Prata  | CHI Germán Pardo     |
| Bronze | MEX Raúl Macías      |

## Resultados[1]

### Chave
|  | Preliminares              | Preliminares              | Preliminares |  |  | Quartas-de-final             | Quartas-de-final          | Quartas-de-final |  |                           | Semifinal                 | Semifinal | Semifinal |  |  | Final | Final | Final |
|  |                           |                           |              |  |  |                              |                           |                  |  |                           |                           |           |           |  |  |       |       |       |
|  | CUB Enrique Lamelas       |                           |              |  |  |                              |                           |                  |  |                           |                           |           |           |  |  |       |       |       |
|  | VEN Oscar Calles          | VEN Oscar Calles          |              |  |  | CUB Enrique Lamelas          | CUB Enrique Lamelas       |                  |  |                           |                           |           |           |  |  |       |       |       |
|  | GUA Carlos Serrano        | GUA Carlos Serrano        |              |  |  | PER Carlos Gómez Sandoval    | PER Carlos Gómez Sandoval |                  |  |                           |                           |           |           |  |  |       |       |       |
|  | PER Carlos Gómez Sandoval | PER Carlos Gómez Sandoval |              |  |  |                              |                           |                  |  | PER Carlos Gómez Sandoval | PER Carlos Gómez Sandoval |           |           |  |  |       |       |       |
|  |                           |                           |              |  |  |                              | CHI Germán Pardo          |                  |  |                           |                           |           |           |  |  |       |       |       |
|  |                           |                           |              |  |  | TTO Roy Singh Alexander      |                           |                  |  |                           |                           |           |           |  |  |       |       |       |
|  |                           |                           |              |  |  | CHI Germán Pardo             |                           |                  |  |                           |                           |           |           |  |  |       |       |       |
|  |                           |                           |              |  |  |                              |                           |                  |  |                           | CHI Germán Pardo          |           |           |  |  |       |       |       |
|  |                           |                           |              |  |  |                              | ARG Alberto Barenghi      |                  |  |                           |                           |           |           |  |  |       |       |       |
|  |                           |                           |              |  |  | USA Gilmore Slater           |                           |                  |  |                           |                           |           |           |  |  |       |       |       |
|  |                           |                           |              |  |  | ARG Alberto Barenghi         |                           |                  |  |                           |                           |           |           |  |  |       |       |       |
|  |                           |                           |              |  |  |                              |                           |                  |  | ARG Alberto Barenghi      |                           |           |           |  |  |       |       |       |
|  |                           |                           |              |  |  |                              | MEX Raúl Macías           |                  |  |                           |                           |           |           |  |  |       |       |       |
|  |                           |                           |              |  |  | BRA Sebastião Moacir Freitas |                           |                  |  |                           |                           |           |           |  |  |       |       |       |
|  |                           |                           |              |  |  | MEX Raúl Macías              |                           |                  |  |                           |                           |           |           |  |  |       |       |       |
|  |                           |                           |              |  |  |                              |                           |                  |  |                           |                           |           |           |  |  |       |       |       |